# Чиклајо
Чиклајо (Chiklayu, шп. Piura), је главни град региона Ламбајеке у северном Перуу. Град је лоциран 13 km од Пацифичке обале и 770 km од главног града, Лиме. Основали су га шпански истраживачи под именом Санта Марија де лос Ваљес де Чиклајо (Santa María de los Valles de Chiclayo) у 16. веку, а за званичан град га је 15. априла 1835. прогласио председник Фелипе Сантјаго Салавери. Чиклајо је назвао „Херојским градом” како би признао храброст његових грађана у борби за независност, титулу коју и даље носи. Други надимци за Чиклајо укључују називе „Престоница пријатељства” и „Бисер севера”.
Чиклајо је четврти по величини град у Перуу, после Лиме, Арекипе и Трухиља, са 2011. годином од 738.000 становника. Регион Ламбајеке је четврто најмногољудније градско подручје Перуа са 972.713 становника 2009.
Град је основан у близини важног праисторијског археолошког налазишта, рушевина Северног Варија, које представљају остатке града из 7. до 12. века царства Вари.

## Географија

### Клима
Чиклајо има топлу и врло суву пустињску климу са сунчаним данима током целе године. Пошто се град Чиклајо налази у тропској зони у близини екватора, време би требало да буде топло, влажно и кишовито. Међутим, углавном подсећа на суптропску климу, удобна је и сува. То је због јаких ветрова који се називају „циклони“, који снижавају температуру до умерене климе током већег дела године, осим у летњим месецима када температура расте, па се лето често проводи у одмаралиштима попут Пуерто Етена и Пиментела. Повремено, сваких 7 до 15 година, јављају се све више температуре са много већим падавинама и екстремним порастом нивоа река.
| Клима Чиклајо (1961–1990, екстримо 1943–данас)                                                                      | Клима Чиклајо (1961–1990, екстримо 1943–данас) | Клима Чиклајо (1961–1990, екстримо 1943–данас) | Клима Чиклајо (1961–1990, екстримо 1943–данас) | Клима Чиклајо (1961–1990, екстримо 1943–данас) | Клима Чиклајо (1961–1990, екстримо 1943–данас) | Клима Чиклајо (1961–1990, екстримо 1943–данас) | Клима Чиклајо (1961–1990, екстримо 1943–данас) | Клима Чиклајо (1961–1990, екстримо 1943–данас) | Клима Чиклајо (1961–1990, екстримо 1943–данас) | Клима Чиклајо (1961–1990, екстримо 1943–данас) | Клима Чиклајо (1961–1990, екстримо 1943–данас) | Клима Чиклајо (1961–1990, екстримо 1943–данас) | Клима Чиклајо (1961–1990, екстримо 1943–данас) |
| Показатељ \ Месец                                                                                                   | .Јан.                                          | .Феб.                                          | .Мар.                                          | .Апр.                                          | .Мај.                                          | .Јун.                                          | .Јул.                                          | .Авг.                                          | .Сеп.                                          | .Окт.                                          | .Нов.                                          | .Дец.                                          | .Год.                                          |
| --- | ---------------------------------------------- | ---------------------------------------------- | ---------------------------------------------- | ---------------------------------------------- | ---------------------------------------------- | ---------------------------------------------- | ---------------------------------------------- | ---------------------------------------------- | ---------------------------------------------- | ---------------------------------------------- | ---------------------------------------------- | ---------------------------------------------- | ---------------------------------------------- |
| Апсолутни максимум, °C (°F)                                                                                         | 36,2 (97,2)                                    | 38,0 (100,4)                                   | 36,0 (96,8)                                    | 39,2 (102,6)                                   | 34,9 (94,8)                                    | 34,7 (94,5)                                    | 35,4 (95,7)                                    | 31,4 (88,5)                                    | 30,5 (86,9)                                    | 30,0 (86)                                      | 32,2 (90)                                      | 34,0 (93,2)                                    | 39,2 (102,6)                                   |
| Максимум, °C (°F)                                                                                                   | 29,1 (84,4)                                    | 30,5 (86,9)                                    | 30,5 (86,9)                                    | 29,8 (85,6)                                    | 26,7 (80,1)                                    | 25,9 (78,6)                                    | 23,6 (74,5)                                    | 23,4 (74,1)                                    | 23,6 (74,5)                                    | 24,2 (75,6)                                    | 25,3 (77,5)                                    | 27,1 (80,8)                                    | 26,4 (79,5)                                    |
| Просек, °C (°F) | 23,4 (74,1)                                    | 24,3 (75,7)                                    | 24,3 (75,7)                                    | 22,8 (73)                                      | 21,1 (70)                                      | 19,9 (67,8)                                    | 18,8 (65,8)                                    | 18,4 (65,1)                                    | 18,3 (64,9)                                    | 18,8 (65,8)                                    | 19,7 (67,5)                                    | 21,8 (71,2)                                    | 21,0 (69,8)                                    |
| Минимум, °C (°F) | 20,5 (68,9)                                    | 20,5 (68,9)                                    | 20,5 (68,9)                                    | 20,5 (68,9)                                    | 19,5 (67,1)                                    | 18,7 (65,7)                                    | 15,5 (59,9)                                    | 15,5 (59,9)                                    | 15,5 (59,9)                                    | 15,5 (59,9)                                    | 18,3 (64,9)                                    | 19,8 (67,6)                                    | 17,5 (63,5)                                    |
| Апсолутни минимум, °C (°F)                                                                                          | 15,0 (59)                                      | 16,0 (60,8)                                    | 10,5 (50,9)                                    | 12,8 (55)                                      | 11,0 (51,8)                                    | 12,8 (55)                                      | 12,0 (53,6)                                    | 11,0 (51,8)                                    | 12,0 (53,6)                                    | 12,0 (53,6)                                    | 10,0 (50)                                      | 10,0 (50)                                      | 10,0 (50)                                      |
| Количина падавина, mm (in)                                                                                          | 5,9 (0,232)                                    | 2,4 (0,094)                                    | 8,8 (0,346)                                    | 4,0 (0,157)                                    | 1,3 (0,051)                                    | 0,4 (0,016)                                    | 0,0 (0)                                        | 0,3 (0,012)                                    | 0,6 (0,024)                                    | 0,8 (0,031)                                    | 1,9 (0,075)                                    | 0,5 (0,02)                                     | 26,9 (1,059)                                   |
| Дани са падавинама (≥ 1.0 mm)                                                                                       | 1,2                                            | 1,3                                            | 3,6                                            | 1,9                                            | 0,7                                            | 0,3                                            | 0,0                                            | 0,2                                            | 0,2                                            | 0,4                                            | 0,3                                            | 0,6                                            | 10,6                                           |
| Релативна влажност, %                                                                                               | 73                                             | 72                                             | 74                                             | 75                                             | 76                                             | 78                                             | 79                                             | 80                                             | 79                                             | 79                                             | 78                                             | 76                                             | 77                                             |
| Извор #1: NOAA, Meteo Climat (record highs and lows)                                                                |                                                |                                                |                                                |                                                |                                                |                                                |                                                |                                                |                                                |                                                |                                                |                                                |                                                |
| Извор #2: Deutscher Wetterdienst (mean temperatures 1961–1990, precipitation days 1970–1990 and humidity 1954–1969) |                                                |                                                |                                                |                                                |                                                |                                                |                                                |                                                |                                                |                                                |                                                |                                                |                                                |